# چوره‌تپه (جیحان)
چوره‌تپه {{ترکی|Çevretepe) (به ارمنی: Նաջարլու) یک منطقهٔ مسکونی در ترکیه است که در جیحان واقع شده‌است.